# Game Freak
A Game Freak Inc. (株式会社ゲームフリーク; Hepburn: Kabusikigaisa Gēmu Furīku; stilizálva GAME FREAK inc.) japán videójáték-fejlesztő cég, mely elsősorban a Nintendo Pokémon szerepjáték-sorozatának első számú fejlesztőjeként ismert.

## Története
A Game Freak a videójáték-fejlesztő céget megelőzően szerzői kiadású videójáték-magazin volt, melyet Tadzsiri Szatosi és Szugimori Ken hozott létre az 1980-as években. Tadzsiri írta és szerkesztette a szöveget, melyeket Szugimori illusztrált. Tadzsiri a „Game Freak” nevet használta az írói álneveként is, amikor szabadúszó íróként a Family Computer Magazine vagy a Famicom cúsin magazinokban publikált.
1989. április 26-án Tadzsiri és Szugimori azonos néven videójáték-fejlesztő céget alapított. A Game Freak egyik első játéka a Nintendo Entertainment System konzolra megjelent Quinty akció-logikai játék volt, mely Észak-Amerikában Mendel Palace címmel jelent meg. A vállalat legnépszerűbb sorozata, a Pokémon — a japán Pocket Monsters (ポケットモンスター; Hepburn: Poketto Monsutā) szavak összerántása — melyet világszerte a Pokémon Company és a Nintendo forgalmaz.
A Game Freak 2015 októberében felvásárolta a Koa Games fejlesztőstúdiót.

## Videójátékai
| Év   | Cím                                            | Kiadó                         | Platform                                 |
| ---- | ---------------------------------------------- | ----------------------------- | ---------------------------------------- |
| 1989 | Quinty                                         | - JP Namco - US Hudson Soft   | NES                                      |
| 1991 | Jerry Boy                                      | Sony                          | SNES                                     |
| 1991 | Yoshi                                          | Nintendo                      | NES Game Boy                             |
| 1992 | Magical Taluluto-kun                           | Sega                          | Mega Drive                               |
| 1993 | Mario & Wario                                  | Nintendo                      | SNES                                     |
| 1994 | Nontan to issó: Kuru-kuru Puzzle               | Victor Interactive            | Game Boy                                 |
| 1994 | Pulseman                                       | Sega                          | Mega Drive                               |
| 1994 | Jerry Boy 2                                    | Sony                          | SNES                                     |
| 1994 | Nontan to issó: Kuru-kuru Puzzle               | Victor Interactive            | SNES                                     |
| 1996 | Pocket Monsters: Red és Green                  | Nintendo                      | Game Boy                                 |
| 1996 | Pocket Monsters: Blue                          | Nintendo                      | Game Boy                                 |
| 1996 | Pokémon Red és Blue                            | Nintendo                      | Game Boy                                 |
| 1996 | Bazaar de goszaaru no Game de goszaaru         | NEC                           | PC Engine                                |
| 1997 | Busi szeirjúden: Futari no júsa                | T&E Soft                      | SNES                                     |
| 1998 | Game Boy Camera                                | Nintendo                      | Game Boy                                 |
| 1998 | Pokémon Yellow: Special Pikachu Edition        | Nintendo                      | Game Boy                                 |
| 1999 | Pokémon Gold és Silver                         | Nintendo                      | Game Boy Color                           |
| 1999 | Click Medic                                    | Sony                          | PlayStation                              |
| 2000 | Pokémon Crystal                                | Nintendo                      | Game Boy Color                           |
| 2002 | Pokémon Ruby és Sapphire                       | Nintendo                      | Game Boy Advance                         |
| 2004 | Pokémon FireRed és LeafGreen                   | Nintendo                      | Game Boy Advance                         |
| 2005 | Pokémon Emerald                                | Nintendo                      | Game Boy Advance                         |
| 2005 | Screw Breaker gósin Drillero                   | Nintendo                      | Game Boy Advance                         |
| 2007 | Pokémon Diamond és Pearl                       | Nintendo                      | Nintendo DS                              |
| 2009 | Pokémon Platinum                               | Nintendo                      | Nintendo DS                              |
| 2010 | Pokémon HeartGold és SoulSilver                | Nintendo                      | Nintendo DS                              |
| 2011 | Pokémon Black és White                         | Nintendo                      | Nintendo DS                              |
| 2012 | Pokémon Black 2 és White 2                     | Nintendo                      | Nintendo DS                              |
| 2012 | HarmoKnight                                    | Nintendo                      | Nintendo 3DS                             |
| 2013 | Pocket Card Jockey                             | - JP Game Freak - WW Nintendo | Nintendo 3DS iOS Android                 |
| 2013 | Pokémon X és Y                                 | Nintendo                      | Nintendo 3DS                             |
| 2014 | Pokémon Omega Ruby és Alpha Sapphire           | Nintendo                      | Nintendo 3DS                             |
| 2015 | Tembo the Badass Elephant                      | Sega                          | Xbox One PlayStation 4 Windows           |
| 2016 | Pokémon Sun és Moon                            | Nintendo                      | Nintendo 3DS                             |
| 2017 | Giga Wrecker                                   | Rising Star Games             | Windows                                  |
| 2017 | Pokémon Ultra Sun és Ultra Moon                | Nintendo The Pokémon Company  | Nintendo 3DS                             |
| 2018 | Pokémon Quest                                  | Nintendo The Pokémon Company  | Nintendo Switch, iOS, Android            |
| 2018 | Pokémon Let’s Go, Pikachu! és Let’s Go, Eevee! | Nintendo The Pokémon Company  | Nintendo Switch                          |
| 2019 | Giga Wrecker Alt                               | Rising Star Games             | PlayStation 4, Xbox One, Nintendo Switch |
| 2019 | Little Town Hero                               | Game Freak                    | Nintendo Switch                          |
| 2019 | Pokémon Sword és Shield                        | Nintendo The Pokémon Company  | Nintendo Switch                          |